# Zagłębie Sosnowiec
El Zagłębie Sosnowiec es un equipo de fútbol de Polonia que milita en la II Liga, la tercera división de fútbol del país.

## Historia
Fue fundado en el año 1906 en la ciudad de Sosnowiec y sus mejores épocas las ha tenido entre los años 1960-80, cuando fue subcampeón de liga en 4 ocasiones, ganó la Copa en 4 ocasiones en 5 finales jugadas y fue finalista de la Copa de la Liga en 1 ocasión.
A nivel internacional ha participado en 6 torneos continentales, en que nunca ha podido superar la Primera ronda.

## Estadio

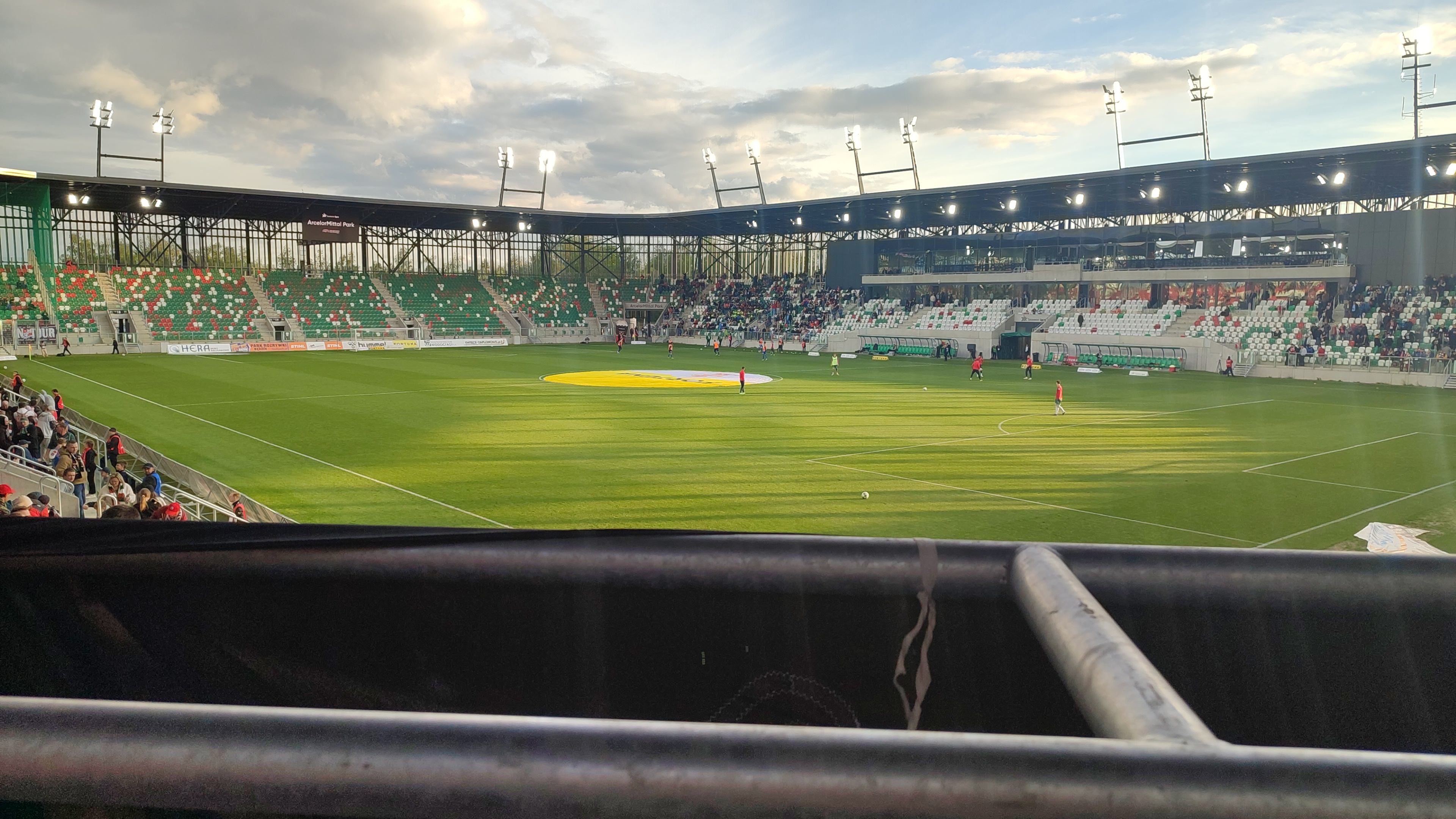
ArcelorMittal Park.

El club disputa sus partidos en el Zagłębiowski Park Sportowy, ArcelorMittal Park por razones de patrocinio, fue inaugurado en febrero de 2023 y posee una capacidad para 11.600 espectadores. Su antiguo estadio el Stadion Ludowy hoy es utilizado como campo de entrenamiento.

## Palmarés
- Ekstraklasa: 0
  - Subcampeón: 4

1955, 1963/64, 1966/67, 1971/72
- Copa de Polonia: 4

1961-62, 1962-63, 1976-77, 1977-78
- - Finalista: 1

1971
- Copa de la liga de Polonia: 0
  - Finalista: 1

1978

## Participación en competiciones de la UEFA
| Temporada | Torneo         | Ronda | Club                | Casa | Visita | Global |
| --------- | -------------- | ----- | ------------------- | ---- | ------ | ------ |
| 1962-63   | Recopa Europea | 1     | Újpest FC           | 0-0  | 0-5    | 0-5    |
| 1963-64   | Recopa Europea | 1     | Olympiakos FC       | 1-0  | 1-2    | 2-2    |
| 1971-72   | Recopa Europea | 1     | Atvidabergs FF      | 3-4  | 1-1    | 4-5    |
| 1972-73   | UEFA Cup       | 1     | Vitória FC          | 1-0  | 1-6    | 2-6    |
| 1977-78   | Recopa Europea | 1     | PAOK FC             | 0-2  | 0-2    | 0-4    |
| 1978-79   | Recopa Europea | 1     | FC Wacker Innsbruck | 2-3  | 1-1    | 3-4    |